# György Tokay
György Tokay, né le 27 mars 1939 à Cluj-Napoca et mort le 3 mars 2016, est un homme politique roumain issu de la communauté magyare de Roumanie et membre de l'Union démocrate magyare de Roumanie (UDMR).